# 阿蒂米斯
阿蒂米斯（義大利語：Attimis），是意大利弗留利-威尼斯朱利亚大区乌迪内省的一个市镇。总面积33平方公里，人口1895人，人口密度57.4人/平方公里（2009年）。ISTAT代码为030007。